# Colombiaanse parlementsverkiezingen 2002
Op 10 mei 2002 werden er in Colombia parlementsverkiezingen gehouden die werden gewonnen door de Colombiaanse Liberale Partij (Partido Liberal Colombiano).

## Uitslag
| Partij | Partij | Kamer | Kamer  | Senaat | Senaat |
| Partij | Partij | %     | zetels | %      | zetels |
| --- | ------ | ----- | ------ | ------ | ------ |
| Colombiaanse Liberale Partij (Partido Liberal Colombiano)                                                      | PL     | 31.3  | 54     | 30.6   | 28     |
| Colombiaanse Conservatieve Partij (Partido Conservador Colombiano)                                             | PCC    | 11.0  | 21     | 10.0   | 13     |
| Partij voor Radicale Verandering (Partido Cambio Radical)                                                      | CR     | 3.8   | 7      | 2.5    | 2      |
| Coalitie (Coalición)                                                                                           | C      | 2.8   | 11     | 6.3    | 6      |
| Team Colombia (Equipo Colombia)                                                                                | MEC    | 2.3   | 4      | 3.3    | 3      |
| Burgers Volksconvergentie (Convergencia Popular Cívica)                                                        | CPC    | 2.2   | 4      | 1.0    | 1      |
| Liberale Opening (Apertura Liberal)                                                                            | AL     | 2.0   | 5      |        |        |
| Verenigde Volksbeweging (Movimiento Popular Unido)                                                             | MPU    | 1.5   | 2      | 2.0    | 2      |
| Beweging voor Nationale Redding (Movimiento de Salvación Nacional)                                             | MSN    | 1.4   | 2      | 0.9    | 1      |
| Altijd Colombia (Colombia Siempre)                                                                             | CS     | 1.3   | 3      | 2.9    | 2      |
| Volksparticipatie Beweging (Movimiento de Participación Popular)                                               | MPP    | 1.3   | 2      |        |        |
| Arbeiders Actie Herstelbeweging (Movimiento Renovación Acción Laboral)                                         | MORAL  | 1.1   | 2      | 1.7    | 2      |
| Beweging voor Nationaal Herstel (Movimiento Nacional)                                                          | MN     | 1.1   | 1      | 4.8    | 6      |
| Beweging van de Volkswil (Movimiento Voluntad Popular)                                                         | MVP    | 1.1   | 2      | 0.7    | 1      |
| Progressieve Kracht (Fuerza Progresista)                                                                       | FP     | 1.0   | 2      | 1.1    | 1      |
| Burgers Convergentie (Convergencia Ciudadana)                                                                  | CC     | 1.0   | 2      | 1.0    | 1      |
| Alternatieve Weg (Vía Alterna)                                                                                 | VA     | 0.9   | 1      |        |        |
| Sociaal en Politiek Front (Frente Social y Politico)                                                           | FSP    | 0.8   | 2      | 1.5    | 1      |
| Democratische Vooruitgang (Progresismo Democrático)                                                            | MPD    | 0.8   | 2      | 0.5    | 1      |
| Republikeinse Beweging (Movimiento Republicano)                                                                | MR     | 0.7   | 1      |        |        |
| Onafhankelijk Conservatisme (Conservatismo Independiente)                                                      | MCI    | 0.7   | 1      |        |        |
| Democratisch Nationaal Herstel (Reconstrucción Democrática Nacional)                                           | RDN    | 0.5   | 1      |        |        |
| Gemeenschaps Participatie (Participación Comununidad)                                                          | PC     | 0.6   | 1      |        |        |
| Burgerdoel Colombia (Cívico Seriedad Colombia)                                                                 | CSC    | 0.5   | 1      |        |        |
| Regionale Integratie Beweging (Movimiento Integración Regional)                                                | MIR    | 0.5   | 2      |        |        |
| Christelijk Nationale Partij (Partido Nacional Cristiano])                                                     | PNC    | 0.4   | 1      | 0.5    | 1      |
| Nieuwe Democratische Kracht (Nueva Fuerza Democrático)                                                         | NFD    | 0.3   | 1      | 1.4    | 1      |
| Progressieve Nationale Beweging (Movimiento Nacional Progresista)                                              | MNP    | 0.3   | 1      | 0.9    | 1      |
| Nieuw Liberalisme (Nuevo Liberalismo)                                                                          | NL     | .     | 2      | 1.0    | 2      |
| Volksintegratie Beweging (Movimiento Integración Popular)                                                      | MIPOL  | .     | 2      | 3.0    | 4      |
| Unionistische Beweging (Movimiento Unionista)                                                                  | MU     | .     | 2      | 0.9    | 1      |
| Morele en Sociale Voorhoedepartij Vooruit Colombia (Partido Vanguardia Moral y Social Vamos Colombia)          | VC     | .     | 1      | 0.8    | 1      |
| Huella Burgerbeweging (Movimiento Huella Ciudadana)                                                            | MHC    | .     | 2      | 0.7    | 1      |
| Colombiaanse Gemeenschaps en Communale Politieke Beweging (Movimiento Politico Comunal y Comunidad Colombiano) | MPCCC  | .     | 2      | 0.7    | 0      |
| Verenigde Democratische Partij (Partido Unidad Democrática)                                                    | PUD    | .     | 1      | 0.6    | 1      |
| Autoriteit van Inheemse Colombianen (Autoridades Indigenas de Colombia)                                        | AICO   | .     | 1      | 0.5    | 1      |
| Colombiaanse Sociaal-Democratische Partij (Partido Socialdemócrata Colombiano)                                 | PSDC   | .     | 1      | 1.2    | 1      |
| Colombiaanse Volkspartij (Partido Popular ColombianO)                                                          | PPC    | .     | 1      |        |        |
| Colombiaanse Eenheid (Unete Colombia)                                                                          | MUC    | .     | 1      |        |        |
| Nationale Volksalliantie (Alianza Nacional Popular)                                                            | Anapo  |       |        | 1.4    | 1      |
| Inheemse Sociale Alliantie Beweging (Movimiento Alianza Social Indigena'as)                                    | MASI   |       |        | 1.2    | 1      |
| Sociaal Progressief Alternatief (Alternativa de Avanzada Social)                                               | ALAS   |       |        | 0.9    | 1      |
| Beweging Dejen Jugar al Moreno (Movimiento Deje Jugar al Moreno)                                               | MDJM   |       |        | 0.8    | 1      |
| Absolute Onafhankelijke Herstelbeweging (Movimiento Independiente Renovación Absolut)                          | MIRA   |       |        | 0.8    | 1      |
| Politieke Beweging voor Sociale Zekerheid (Movimento Politico por la Seguridad Social)                         | MPSS   |       |        | 0.8    | 1      |
| Wij Zijn Colombia (Somos Colombia)                                                                             | SC     |       |        | 0.8    | 1      |
| Christenen voor Eenheid (Cristiano por la Comunidad)                                                           | C4     |       |        | 0.7    | 1      |
| Ja Colombia (Si Colombia)                                                                                      | SC     |       |        | 0.6    | 1      |
| Burgers Beweging (Moviemento Ciudadano)                                                                        | MC     |       |        | 0.6    | 1      |
| Front voor Hoop (Frente de Esperanza)                                                                          | FE     |       |        | 0.5    | 1      |
| Revolutionaire Onafhankelijke Arbeidersbeweging (Movimiento Obrero Independiente Revolucionario )              | MOIR   |       |        | 0.5    | 1      |
| Onafhankelijke Burgerbeweging (Movimiento Cívico Independiente)                                                | MCI    |       |        | 0.5    | 1      |
| Politieke Burgerbeweging voor Bocaya (Movimiento Político Ciudadanos por Bocaya)                               | MPCB   |       |        | 0.5    | 1      |
| Andere partijen                                                                                                |        |       | 1      |        | 2      |
| Totaal (opkomst 42,4%)                                                                                         |        |       |        |        |        |
| Bron: Registraduria Nacional del Estado Civil                                                                  |        |       |        |        |        |